# Palladiusz (Widybida-Rudenko)
Palladiusz, imię świeckie Piotr Widybida-Rudenko, także Wydybida-Rudenko (ur. 17 czerwca?/29 czerwca 1891 w Strzelczyńcach, powiat bracławski, gubernia podolska, zm. 1 września 1971 w Nowym Jorku) – ukraiński biskup prawosławny i działacz polityczny.

## Życiorys
Urodził się 26 czerwca 1891 (według starego stylu) w miejscowości Strzelczyńce powiatu Bracławskiego (obecnie rejon niemirowski obwodu winnickiego) w rodzinie psalmisty lokalnej prawosławnej cerkwie proroka Eliasza. Wykształcenie podstawowe otrzymał w cerkiewno-parafialnej szkoły w Strzelczyńcach. Z 1902 kontynuował naukę w Tywrowskiej duchowej szkole.
Absolwent wydziału fizyczno-matematycznego Uniwersytetu Kijowskiego, działacz ukraińskiego ruchu narodowego. Zasiadał w Ukraińskiej Centralnej Radzie, był zastępcą ministra finansów Ukraińskiej Republiki Ludowej. Od 1921 żył na Wołyniu (w granicach Polski) i służył jako kapłan Polskiego Autokefalicznego Kościoła Prawosławnego. Od 1934 mieszkał w Warszawie, należał do konsystorza diecezji warszawsko-chełmskiej i kierownik kasy emerytalnej. W 1935 złożył wieczyste śluby mnisze, następnie został podniesiony do godności archimandryty.
Po powstaniu Autokefalicznego Kościoła Prawosławnego w Generalnej Guberni został 8 lutego 1941 wyświęcony na biskupa krakowskiego i łemkowskiego, zaś dzień później podniesiony do godności arcybiskupiej. Wszedł w skład Synodu Biskupów tegoż Kościoła jako jego sekretarz. W sierpniu 1941 jego tytuł uległ zmianie na biskup lwowski z powodu włączenia w granice jego diecezji dystryktu Galizien. Po radzieckiej ofensywie z 1944 został ewakuowany na Słowację, następnie do Krakowa i Sankt-Pelten. Następnie wyjechał przez Szwajcarię do Stanów Zjednoczonych. W 1951 stanął na czele niekanonicznego Ukraińskiego Autokefalicznego Kościoła Prawosławnego na wygnaniu i pozostawał jego zwierzchnikiem do 1971.